# Alfred Ulmer
Alfred Ulmer (* 3. August 1905; † 30. Oktober 1989) war ein deutscher Chemiker und Eisenbahnfotograf.

## Leben
Schon als Schüler war Alfred Ulmer von der Eisenbahn fasziniert. Ihn fesselte die „Alte Weinsteige“ mit ihrer Zahnradbahn. Ebenso begeistert war er von den großen, schweren Lokomotiven, die im Stuttgarter Raum die Berge hinauffuhren. Als Kind spielte er bereits im elterlichen Wohnzimmer mit einer durch einen Spiritusbrenner betriebenen Dampfeisenbahn.
Zur Fotografie kam Ulmer schon früh durch seinen älteren Bruder, der beim Kamerawerk Contessa Nettel, der späteren Zeiss Ikon, als technischer Kaufmann beschäftigt war. Ulmer hatte somit Gelegenheit, diverse Fotoapparate zu testen, bevor die Zeiss Ikon Miroflex, eine robuste, hochwertige und zusammenklappbare Kamera zu seiner Kamera wurde. Als die Firma Zeiss 1938 die Ikoflex III auf den Markt brachte, beschaffte Ulmer sich auch diesen Apparat. Die als Konkurrenz zur berühmten Leica auf den Markt gebrachte Kleinbildkamera Zeiss Ikon Contax benutzte Ulmer nur für Versuchszwecke, nicht aber in der Eisenbahnfotografie.
Bald wurde die Reichsbahndirektion Stuttgart auf den Fotografen aufmerksam und Alfred Ulmer erhielt nach einer Unterredung von dort Unterstützung. Die Freifahrscheine und Berechtigungen zum Betreten der Anlagen machten ihm das Arbeiten als Fotograf leichter und angenehmer. Die ihm angebotene Stellung als Fotograf des Reichsverkehrsministeriums schlug er aber aus. Trotzdem wurden viele seiner Aufnahmen als Werbung für die Reichsbahn verwendet und so unter anderem im Reichsbahn-Kalender gedruckt.
Alfred Ulmer war als Chemiker in den Laboren der Technischen Werke der Stadt Stuttgart (TWS) beschäftigt und war somit in der Lage, besondere Entwickler herzustellen. Die Rezepte dieser Fotochemikalien sind im Lauf der Zeit verloren gegangen.